# Торг (деревня)
Торг — деревня в Пеновском районе Тверской области.

## География
Находится в западной части Тверской области на расстоянии приблизительно 10 км на север-северо-запад по прямой от районного центра поселка Пено на западном берегу озера Вселуг.

## История
Деревня была показана на карте Менде (состояние местности на 1848 год). В 1859 году здесь было учтено 25 дворов, в 1939 — 19. До 2020 года входила в Чайкинское сельское поселение (Тверская область) Пеновского района до их упразднения.

## Население
Численность населения: 135 человек (1859 год), 4 (русские 100 %) 2002 году, 1 в 2010.